# Рапп, Зигфрид
Зигфрид Рапп (нем. Siegfried Rapp; 1915 — 1982) — немецкий (после Второй мировой войны — в ГДР) пианист.
Во время Второй мировой войны был ранен и потерял правую руку. По примеру известного пианиста Пауля Витгенштейна, с которым то же самое случилось в Первую мировую войну, решил продолжить исполнительскую карьеру. Однако специализированный репертуар для левой руки, созданный в межвоенные годы благодаря заказам Витгенштейна, по большей части находился в его эксклюзивной собственности, и Витгенштейн не разрешал другим исполнителям, в том числе Раппу, работать с этими произведениями. Поэтому наиболее значительным событием в исполнительской карьере Раппа стала премьера Четвёртого концерта для фортепиано с оркестром Сергея Прокофьева, который также был написан для Витгенштейна в 1931 году, однако Витгенштейн счёл музыку Прокофьева слишком авангардной и отказался от его исполнения; узнав об этом, Рапп запросил рукопись концерта из Москвы у наследников композитора. Спустя 25 лет и уже после смерти Прокофьева, 5 сентября 1956 года, Рапп впервые исполнил концерт в Западном Берлине с Симфоническим оркестром Западноберлинского радио под управлением Мартина Риха.
Несмотря на препятствия, Раппу удалось записать основные произведения для левой руки, в том числе концерты Прокофьева (с Оркестром Зондерсхаузена под управлением Герхарта Визенхюттера), Богуслава Мартину и Мориса Равеля (с дирижёром Куртом Мазуром), Сергея Борткевича, а также написанный специально для Раппа концерт Дитера Новки (1963).